# Il Re Lupo
Il Re Lupo (王狼?, Ōrō) è un manga scritto e illustrato dal duo Buronson e Kentarō Miura nel 1989. Si tratta di un manga autoconclusivo, edito in Italia da Panini Comics. Avrà anche un seguito sempre nello stesso anno, sempre realizzato dagli stessi autori, dal titolo La leggenda del Re Lupo (王狼伝?, Ōrōden).

## Trama

### Il Re Lupo
Tutto ha inizio con la scomparsa di Kengo Iba, uno storiografo giapponese campione di kendō. Durante un viaggio sulla via della seta per motivi di lavoro, viene dato per disperso e non si hanno più sue notizie. La sua fidanzata, Kyoko, non vuole però rassegnarsi alla sua perdita e si reca di persona in Cina alla ricerca dell'amato. Nel deserto ritrova un pendente che lei aveva regalato ad Iba e, in quell'istante, un vortice di nubi nere la risucchia e la catapulta indietro nel tempo di ottocento anni nella città cinese di Seika. Lì viene fatta prigioniera da un comandante dell'impero mongolo, che la porta con sé e cerca di violentarla. Kyoko resiste e, per punizione, viene portata all'arena degli schiavi dove ritrova Iba, il quale è diventato uno schiavo che combatte per la sopravvivenza, ma non uccide nessun nemico. Iba può così riabbracciare la sua fidanzata, anche se prima è costretto a far fuori il rapitore di Kyoko.
I due si mettono in fuga, ma vengono fermati dal luogotenente di Gengis Khan, Benkey, che gli ordina di mostrarsi al cospetto del Khan. Dopo un colloquio, Iba viene a conoscenza che il grande Gengis in realtà è giapponese e che il suo vero nome è Minamoto no Yoshitsune, e che anche Benkei Musashibe è nipponico. Iba scopre che il conte Yoritomo aveva fatto uccidere sua moglie e suo figlio durante la battaglia di Romogawa, e che Gengis e Benkei scapparono nel continente per vendicarsi dell'affronto. Iba non rivela loro di provenire dal futuro, ma gli dice di essere giapponese e così ottiene il comando di mille uomini. Dopo un anno, nel 1213, nasce il figlio di Iba e Kyoko, e questa è una notizia particolarmente gioiosa per Gengis Khan, poiché vuole fare del piccolo il suo erede. Ordina perciò a Benkei di uccidere Iba, il quale però riesce a contrastarlo, e così lo scontro sarà tra Gengis Khan e Iba. In un primo momento sembra che l'imperatore mongolo possa avere la meglio, ma quando Iba comincia a mettere in pratica i segreti del kendō, per Gengis non c'è più niente da fare.
Gengis Khan dice dunque a Iba che il capo dell'impero mongolo deve essere invincibile e così si toglie la vita, ma prima dà a Iba l'incarico di nuovo imperatore, proclamandolo Re Lupo. Nel frattempo, Kyoko fa ritorno al presente senza il marito e il figlio, che prenderà il nome di Kublai Khan per assicurargli un ritorno in Giappone.

### La leggenda del Re Lupo

Copertina dell'edizione italiana, raffigurante il protagonista Kengo Iba.

Sono passati tre anni da quando Iba è tornato indietro nel tempo. Ora è saldamente al comando dell'impero mongolo e, dopo aver sconfitto Wan, comandante delle guardie di Enkyo, conquista l'antica capitale cinese, ovvero l'odierna Pechino.
Iba, nei suoi combattimenti, coinvolge anche il piccolo Kublai, per temprarlo alla battaglia. Nonostante il piccolo sembri avere maggiore propensione per l'arte piuttosto che per la guerra, Iba affida il suo addestramento militare a Benkei. Le doti del piccolino però si mostrano subito e, a cinque anni, è già in grado di uccidere da solo un lupo. Dopo alcuni anni di allenamenti, Iba, ossia Gengis Khan, affida una legione di mille uomini a suo figlio: i Lupi Rossi della Uighura, cioè un gruppo di barbari senza pietà che combattono per uccidere piuttosto che per il bene dell'impero. Kublai accetta volentieri l'incarico e subito si impone come nuovo capo, dopo aver ucciso quello vecchio, Gotem. L'armata di Kublai è inarrestabile e, da soli, riescono ad espugnare la fortezza di Shah Khorezm, che apre le porte al Medio Vicino Oriente a Roma e all'India. Nel 1225, Kublai incontra il piccolo Rissho, un bimbetto di tre anni, che è già un grande pensatore ed è in grado di leggere e scrivere perfettamente. Iba capisce così che si tratta del monaco buddhista Nichiren. Questi diventerà una sorta di fratello minore per Kublai, in quanto stanno sempre insieme e si sostengono l'un l'altro. Durante una battaglia nella piana di Karan, le truppe di Benkei cadono in un'imboscata e Rissho escogita un piano per raggiungere velocemente il luogo: viaggiare con cavalli che ne trainano altri, in modo da potersi avvicendare per risparmiare tempo.
Nell'anno 1227, Iba sa che Gengis Khan muore e quindi riferisce a Benkei di salvaguardare Kublai, che però diventerà il nuovo capo dell'esercito dell'impero mongolo. Iba viene a sapere che l'esercito di Enkyo sta attaccando con armi strane e, una volta giunto sul luogo dello scontro, riconosce i carri armati dell'esercito cinese del Ventesimo secolo e ordina la ritirata. Iba ordina a Kublai di andare a Khorezm, a prendere l'"acqua che brucia" per contrastare i nemici. Nel frattempo, Iba invia un messaggero al capo dell'esercito cinese per cercare di persuaderlo a non modificare il corso della storia. Il generale declina la proposta e assoggetta a sé il messaggero Simran, che attacca Iba e suo figlio col suo esercito. Iba e Kublai ce la fanno a resistere e, quando il giovane ritorna da Khorezm, l'attacco ai cinesi si concretizza e l'"acqua che brucia" in realtà è petrolio, col quale danno fuoco ai carri armati e alla fanteria.
Durante uno scontro, Iba viene ferito gravemente e lascia la sua spada in eredità al figlio, che diviene così il nuovo Re Lupo. Il cadavere di Gengis Khan, tuttavia, non viene riconosciuto. Iba è sopravvissuto, ma non ha cambiato il corso della storia. Ora si reca in Giappone col piccolo Rissho, mentre in Mongolia comincia la leggenda di Kublai Khan, il nuovo Re Lupo.

## Accoglienza
Oliver Chin di Comics Buyer's Guide, in una recensione di Japan, altra opera degli stessi autori, lo ha paragonato a Il Re Lupo, definendolo un manga one-shot in stile "cosa sarebbe successo se", che incanala la spavalderia nazionalistica e il cambio della storia contemporaneamente.